# Cryptocanthon altus
Cryptocanthon altus là một loài bọ cánh cứng trong họ Bọ hung (Scarabaeidae).